# Ramiz Pašić
Ramiz efendija Pašić, "dobri hodža" (Rizvići u općini Fojnica, BiH, 12. ožujka 1927. – 10. travnja 2010.) bio je vrlo poštovan hadži hafiz.
Kao imam je radio u džematima Solakovići u općini Busovača, Travnik, Goleš, Turbe, Bukovci, Kaćuni, a u Čaršijskoj džamiji u Fojnici dugo je radio kao glavni imam. Predvodio je brojne pothvate izgradnje džamija, ograđivanja harema i druge akcije. 
Bio je sin jedinac. Otac Mustafa ga je poslao na školovanje u Sarajevo od prvog razreda osnovne škole. Hafizluk je završio u rekordnom roku 1944. godine. Nuđen mu je posao u državnoj službi, ali je to odbio i posvetio se imamsko-vjersko-prosvjetnom radu. Vjernike je pozivao na obrazovanje i prosvjećivanje poručujući kako je neznanje otrov svih zala, nesporazuma i predrasuda.  
Dok je bio glavnim imamom u Fojnici, a i poslije - posebno pred početak rata - zalagao se za mir i suživot. Nakon rata zauzimao se za povratak prognanika u Fojnicu. Njegov životni stavovi i odnos prema čovjeku uopće bili su svim ljudima, bez obzira na vjersku pripadnost, poticaj i potpora za život. Zbog njrgovog načina života i djelovanja, fojnički fratri prozvali su ga dobri hodža, a to je znakom dubokog poštovanja i zahvalnosti Bogu za velikog čovjeka. 
Godine 2013. (3 godine nakon smrti) dodijeljeno mu je postumno priznanje za istinsko svjedočenje dobrote i ljubavi prema svakom čovjeku od strane Franjevačkog samostana Duha Svetog u Fojnici.